# Национальная экспертная комиссия Украины по вопросам защиты общественной морали
Национальная экспертная комиссия Украины по вопросам защиты общественной морали (укр. Національна експертна комісія України з питань захисту суспільної моралі), также известна как Нацкомиссия по вопросам морали (укр. Нацкомісія з питань моралі) и Нацкомморали (укр. Нацкомморалі) — государственный экспертный и контролирующий орган Украины, созданный постановлением Кабинета министров Украины от 17 ноября 2004 года и существовавший до 3 марта 2015 года.

## Задачи
Согласно официальной формулировке, основными задачами Комиссии являются:
- проведение экспертизы продукции, зрелищных мероприятий сексуального или эротического характера и продукции, содержащей элементы или пропаганду культа жестокости, порнографии;
- проведение анализа процессов и тенденций, происходящих в сфере защиты общественной морали, разработки для органов государственной власти и органов местного самоуправления рекомендаций по их правовому регулированию;
- осуществление контроля за соблюдением законодательства в сфере защиты общественной морали.

## Деятельность
Комиссия причастна к скандальному процессу закрытия ресурса Infostore с недоказанным в законодательном порядке фактом размещения порнографических материалов. Деятельность Комиссии приобрела угрожающие черты при попытке заставить провайдеров услуг контролировать действия украинских пользователей в сети Интернет, однако подобных изменений в законодательство не было внесено в варианте, который предлагался Комиссией.
Комиссия стала известна в мире благодаря тому, что её эксперт Варвара Афанасьевна Ковальская, вопреки мнению ведущих литературоведов и художников страны, признала порнографией произведение шевченковского лауреата Олеся Ульяненко, при участии Комиссии был запрещён ряд фильмов. Также деятельность комиссии получила широкую огласку после прихода к её руководству известного учёного-юриста Василия Васильевича Костицкого.

## Критика
Деятельность и сам факт существования такого органа как Комиссия по защите морали неоднократно критиковались как журналистским сообществом, так и деятелями культуры. В частности, против НЭК выступили Олесь Ульяненко, Юрий Андрухович, Сергей Жадан. В ответ на создание Комиссии был создан союз сопротивления деятельности «нацкомморали». НЭК обвиняли в покровительстве неонацистам и религиозным сектантам и в попытках осуществлять художественную и политическую цензуру.
За акцию протеста против НЭК левый активист Александр Володарский был обвинён в хулиганстве и привлечён к суду по статье 296 ч. 2.
По словам Ольги Черваковой, автора законопроекта о ликвидации Комиссии:

Это наиболее одиозная государственная структура, которая за 10 лет своего существования запомнилась только скандальными решениями, попытками запретить мультфильмы о Симпсонах, песни Скрябина и поисками порнографии в художественных произведениях. Согласно выводам Минюста, Национальная экспертная комиссия по вопросам морали не имеет отдельного предмета регулирования. Это означает, что она только дублирует функции других государственных органов.
Оригинальный текст (укр.)Це найбільш одіозна державна структура, яка за 10 років свого існування запам'яталася лише скандальними рішеннями, спробами заборонити мультфільми про Сімпсонів, пісні Скрябіна та пошуками порнографії у художніх творах. Згідно з висновками Мін'юсту, Національна експерта комісія з питань моралі не має окремого предмету регулювання. Це означає, що вона тільки дублює функції інших державних органів.

## Ликвидация
31 января 2013 года в Верховной Раде был зарегистрирован законопроект о роспуске Национальной экспертной комиссии по вопросам защиты общественной морали.
В 2014 году ликвидация комиссии стала одним из пунктов коалиционного соглашения новой парламентской коалиции «Европейская Украина».
26 декабря 2014 года был зарегистрирован новый законопроект № 1647 о внесении изменений в Закон Украины «О защите общественной морали» (относительно государственного надзора), который предусматривал изъятие из закона упоминания о Национальной экспертной комиссии по вопросам защиты общественной морали, передав её функции другим государственным органам. Его инициатором стала Ольга Червакова. Уже 14 января 2015 года Комитет Верховной Рады по вопросам свободы слова и информационной политики поддержал законопроект № 1647.
10 февраля 2015 года Верховная Рада приняла этот законопроект 245 голосами «За».